# Skovorodinó
Skovorodinó (del ruso: Сковородино) es una ciudad del óblast de Amur, en Rusia, centro administrativo del raión homónimo. Está situada sobre el río Bolshói Never, a 481 km al noroeste de Blagovéshchensk. Su población era de 9585 habitantes en 2009.

## Historia
Skovorodinó fue fundada en 1908 bajo el nombre de Zmeiny en el curso de la construcción del ferrocarril Transiberiano. La localidad fue renombrada como Never-I (Невер-I), por el río. En 1911, fue rebautizada como Rujlovo (Рухлово), recibiendo el estatus de ciudad en 1927. En 1938, Rujlovo fue rebautizada de nuevo como Skovorodinó en homenaje a A. N. Skovorodin, presidente del sóviet local, asesinado en 1920, durante la Guerra civil rusa.

## Demografía
| 1959   | 1970   | 1979   | 1989   | 1992   | 2002   | 2008  |
| ------ | ------ | ------ | ------ | ------ | ------ | ----- |
| 15 083 | 11 400 | 13 000 | 13 824 | 14 100 | 10 566 | 9 788 |

## Economía y transporte
Skovorodinó se encuentra en el ferrocarril Transiberiano, en el kilómetro 7.306 desde Moscú.
En 2004-2005, un oleoducto fue construido desde Taishet, al norte del lago Baikal hasta Sovorodinó. Una parte del petróleo es transportado por vía férrea desde Skovorodinó hasta el terminal petrolífero de Najodka, en el océano Pacífico, mientras que el resto es transportado por otro oleoducto hasta la ciudad china de Daqing.